# Ischnoderma resinosum
Ischnoderma resinosum là một loài nấm trong họ Fomitopsidaceae. Loài nấm này mọc trên cây gỗ cứng. Thân cây xốp nhưng cứng có mùi ngọt phảng phất một chất lỏng màu đỏ khi cây còn non. Điều này trái cây nấm trên các bản ghi gốc cây gỗ cứng và vào cuối mùa thu.